# جارة الماء السنبلية
جارة الماء السنبلية أو أبقونة سنبلية (الاسم العلمي Aponogeton distachyos)، نوع من جارة الماء يزرع في أحواض الماء أو في الأماكن المستحكمة الرطوبة المستمرة.